# Гуєвський Володимир Юрійович
Володимир Юрійович Гуєвський (* 26 лютого 1958, Феодосія, Кримська область, Українська РСР) — український кінооператор.

## Життєпис
Закінчив Київський державний інститут театрального мистецтва ім. І. Карпенка-Карого (1981, курс С. Шахбазяна).
Оператор ігрових та документально-публіцистичних фільмів. Зняв ряд картин з режисерами Андрієм Загданським, Ахтемом Сеїтаблаєвим.

## Фільмографія
Зняв фільми:
- «Тлумачення сновидінь» (1990). Гран–прі II-го Всесоюзного кінофестивалю неігрового кіно у Воронежі (1990). Фільм займає 64-у позицію у списку 100 найкращих фільмів в історії українського кіно.
- «Місія Рауля Валенберга» (1990. Приз XVII МКФ, Мюнхен, 1990; Гран-прі МКФ, Валенсія, 1991),
- «Українці. Віра. Надія. Любов» (Фільм 1 — «Українці. Віра», 1990, у співавт.; Фільм 2 — «Українці. Надія», 1992, у співавт.),
- «Побачення з батьком» (1991, у співавт. з І. Івановим. Бронзовий дракон XXVIII МКФ, Краків, 1991),
- «Двоє» (1992),  у співавт. з І. Івановим. Приз "Найкращий короткометражний фільм", кінефестиваль "Росія", Єкатеринбург (1992)
- «Гагарін, я вас кохала…» (1992),
- «Грішниця у масці» (1993, у співавт. з В. Лисаком),
- «Прощай, СРСР — 2» (1994, у співавт.),
- «Ніч совка» (1993),
- «Академія танцю» (1996),
- «Важко перші сто років» (1997, у співавт. з І. Івановим),
- «Фелікс Соболєв. Перервана місія» (1998, 10 с),
- «Небилиці про Борислава» (1998)
- «Ігор Савченко. Інтонації» (2001, д/ф з телециклу «Обрані часом»)
- «Іван Козловський» (2001, д/ф з телециклу «Обрані часом»)
- «Червоний ренесанс» (2004, д/ф, у співавт. з І. Івановим)
- «Іван Драч» (2007, д/ф, у співавт. з Ю. Мещеряковим і І. Івановим)
- «Жага екстриму» (2007)
- «Фабрика щастя» (2007)
- «Антиснайпер» (2007)
- «Антиснайпер-2. Подвійна мотивація» (2007)
- «Помаранчева зима» (2007, у співавт. з П. Казанцевим і І. Івановим). Диплом та приз «Особливе згадування» МКФ «Punto De Vista» Памплона, Іспанія (2007). Перший приз журі XXVII МКФ «Black Maria» США (2008)
- «Операція «ЧеГевара»» (2008)
- «Осінні квіти» (2009, 4 с)
- «Осінні клопоти» (2009)
- «Будинок для двох» (2009)
- «Мій батько Євген» (2010) Національна премія «Лавровая ветвь» за найкращий документальний фільм, Москва, 2010.
- «Зозуля» (2010, 4 с)
- «Одного разу в Новий рік» (2011, 2 с)
- «Темні води» (2011, 4 с)
- «Чемпіони з підворіття» (2011, 4 с)
- «Час життя об'єкта в кадрі» (2012, у співавт.)
- «Дочка баяніста» (2012)
- «Вагріч і чорний квадрат» (2014, у співавт. з А. Загданським). Почесний диплом МКФ Les Rencontres Cinematographiques, Serbere/Portbou (2016)
- Центральна лікарня (серіал, 2016)
- "Михайло і Даниїл" (2018) Спеціальна відзнака 21-й МКФ документальних і короткометражних фільмів у Ісмаїлії (Єгипет, 2021)

## Нагороди
- У 2013 році отримав премію Телетріумф у номінації О«ператор/постановник телевізійної програми».